# Вовняна шаль
«Вовняна шаль» (азерб. «Yun şal») — радянська короткометражна кінодрама 1965 року, знята азербайджанським телебаченням.

## Сюжет
Фільм розповідає про кохання двох молодих людей. Фільм створений на основі однойменного оповідання письменника Ільяса Ефендієва.

## У ролях
- Сафура Ібрагімова — Судаба
- Гасан Турабов — Джаліл
- Башир Сафароглу — епізод
- Агададаш Курбанов — епізод
- Етая Алієва — епізод
- Окума Гасимова — епізод
- Бахадур Алієв — епізод
- Мамедалі Гасимов — епізод

## Знімальна група
- Оригінальний текст: Ільяс Ефендієв
- Автор сценарію і режисер-постановник: Рауф Казимовський
- Оператор-постановник: Сейфулла Бадалов
- Художник-постановник: Надір Зейналов
- Звукорежисер: Азіз Шейхов